# Station Gornergrat
Het station Gornergrat is een spoorwegstation in de Zwitserse gemeente Zermatt. Het bevindt zich op de gelijknamige bergkam en is de terminus van de toeristische tandradspoorweg Gornergratbahn. Het opende in 1898. Op een hoogte van 3089 meter boven zeeniveau is dit het hoogste spoorwegstation van Europa in open lucht. De spoorweg is Europa's hoogste spoorlijn na de Jungfraubahn, eveneens in Zwitserland.
Naast het station bevindt zich het Kulmhotel Gornergrat met observatorium. Het hotel is er gevestigd sinds 1896; het huidige bouwwerk werd tussen 1897 en 1907 gebouwd.